# Мароканци
Мароканци (арап. المغاربة; берб. ⵉⵎⵖⵕⴰⴱⵉⵢⵏ) припадници су нације који деле заједничку мароканску културу и порекло.
Поред 33 милиона Мароканаца у Мароку, постоје велике мигрантске популације мароканских корена у државама као што су: Француска, Белгија, Израел, Италија, Холандија, Шпанија, Либија, затим мање групе у Уједињеном Краљевству, САД, Канади и арапским државама Персијског залива. Укупно око 38 милиона Мароканаца широм света.
Мароко је земља мултиетничког друштва и богате културе, цивилизације, и традиције. Кроз историју, Мароко је угостио многе народе, осим аутохтоних Бербера, са истока су дошли Феничани и Арапи, с југа становници подсахарске Африке, а са севера Римљани, Вандали, андалушки Муслимани и Јевреји. Сви они су оставили утицај на друштвене структуре и религију Марока.
Свака регија Марока има своју властиту јединственост и доприноси националној култури. Мароко тежи заштити разноликости и очувању културне баштине.